# Borislav Milić
Borislav Milić, cyr. Борислав Милић (ur. 20 października 1925 w Belgradzie, zm. 28 maja 1986 tamże) – serbski szachista i dziennikarz, arcymistrz od 1977 roku.

## Kariera szachowa
W latach 50. XX wieku należał do czołówki jugosłowiańskich szachistów, dwukrotnie biorąc udział w szachowych olimpiadach (w 1952 r. zdobył brązowy, a w 1956 r. - srebrny medal) oraz również dwukrotnie w drużynowych mistrzostwach Europy (w 1957 i 1961 r. dwukrotnie zdobył srebrne medale). Wielokrotnie startował w finałach indywidualnych mistrzostw Jugosławii, najlepsze wyniki osiągając w latach 1945 (IV m.), 1951 (IV m.), 1952 (III-V m.), 1953 (IV-VI m.) oraz 1959 (IV-VII m.)
Do międzynarodowych sukcesów Borislava Milicia należały:
- II m. w Belgradzie (1950),
- dz. II m. w Dortmundzie (1951, za Albéricem O’Kellym de Galwayem, wspólnie z Andriją Fudererem),
- dz. II m. w Wiedniu (1951/52, za Hermanem Pilnikiem, wspólnie z Aleksandarem Matanoviciem i Josefem Lokvencem(inne języki)),
- dz. II m. w Belgradzie (1952, za Hermanem Pilnikiem, wspólnie z Andriją Fudererem),
- I m. w Beverwijk (1955),
- II m. w Lublanie (1955, za Nikoła Karaklajiciem),
- I m. w Krynicy (1956),
- dz. I m. w Madrycie,
- dz. III m. w Sarajewie (1961, za Svetozarem Gligoriciem i Ludkiem Pachmanem, wspólnie z Milanem Matuloviciem),
- III m. w Amsterdamie (1965, turniej IBM-B, za Gyorgym Szilagyi(inne języki) i Theodorem Ghițescu),
- dz. III m. w Belgradzie (1967, za Ratmirem Chołmowem i Bruno Parmą, wspólnie z Anatolijem Bychowskim).

W 1967 r. zakończył starty w turniejach szachowych i zajął się pracą dziennikarską. Był jednym z założycieli Šahovskiego Informatora, w którym redagował działy kombinacji i gry końcowej, pełnił również funkcję sekretarza generalnego Jugosłowiańskiej Federacji Szachowej.
W 1952 r. Międzynarodowa Federacja Szachowa nadała mu tytuł mistrza międzynarodowego, natomiast w 1977 r. – honorowy tytuł arcymistrza (za wyniki z przeszłości). Według systemu rankingowego Chessmetrics, najwyższą punktację osiągnął w marcu 1954 r., z wynikiem 2623 pkt zajmował wówczas 40. miejsce na świecie.